# Écologie microbienne du saucisson

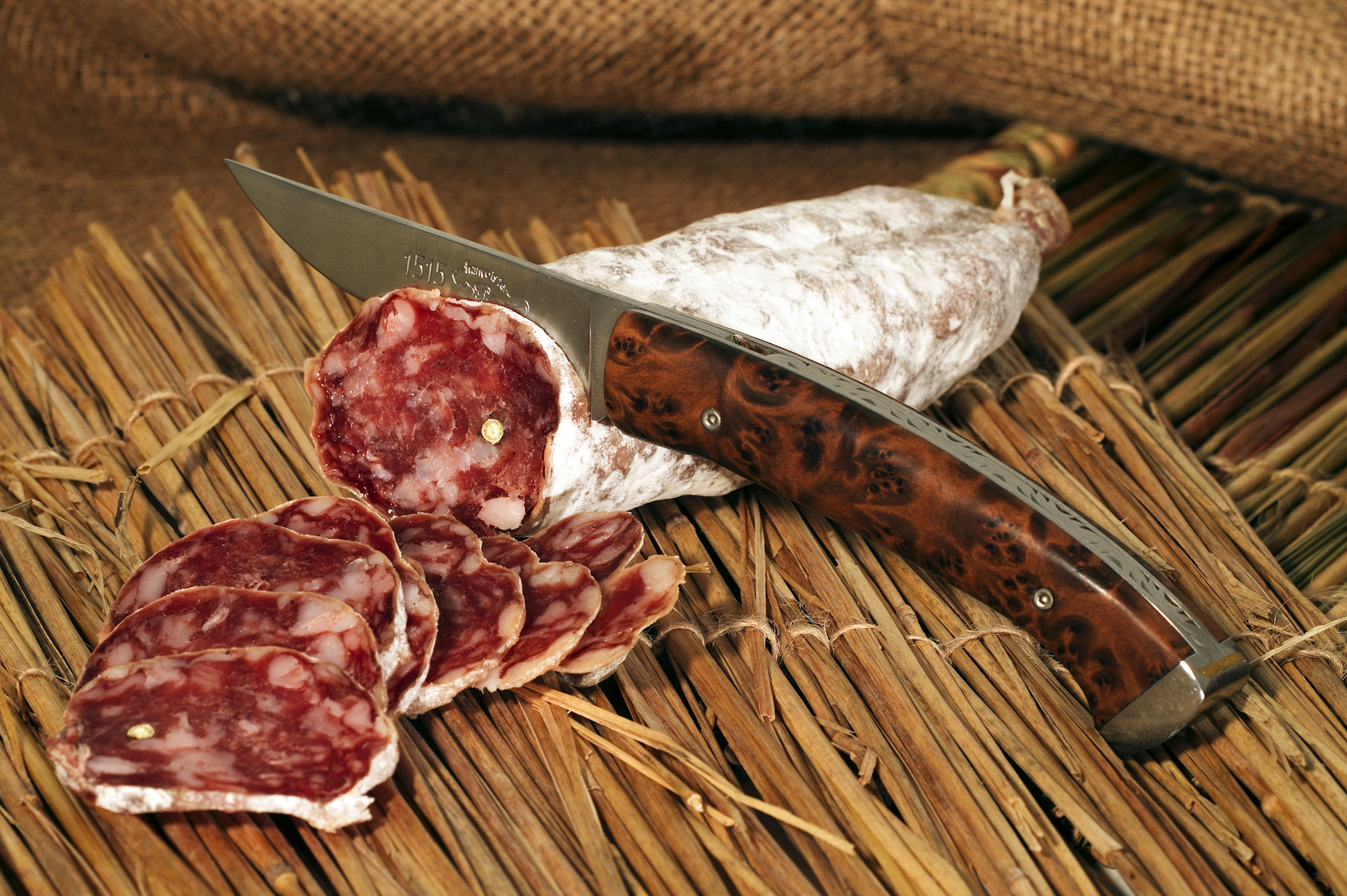
Saucisson sec de l'Aveyron

 (décembre 2016).
Si vous disposez d'ouvrages ou d'articles de référence ou si vous connaissez des sites web de qualité traitant du thème abordé ici, merci de compléter l'article en donnant les références utiles à sa vérifiabilité et en les liant à la section « Notes et références ».
L'écologie microbienne du saucisson sec est incontournable dans le processus de fabrication du saucisson. En effet, le saucisson étant une préparation crue, la texture de la mêlée (contenu) et la surface du boyau (contenant) sont le siège de processus microbiens.
C'est à partir des années 1950 que l'on caractérise précisément la flore du saucisson, avec la parution des premiers livres techniques sur le sujet. En effet, au XXe siècle, il est déjà accepté que le développement de moisissures a un impact sur le goût et la texture du saucisson. Même s'il existe des désaccords d'un livre à l'autre, là où certains placent le champignon Penicillium glaucum comme étant bénéfique, d'autres le décrivent comme détrimentaire à l'étape de séchage du saucisson.
Aujourd'hui cette flore est décrite très précisément grâce à des techniques de séquençage.

## Descriptions des différentes flores

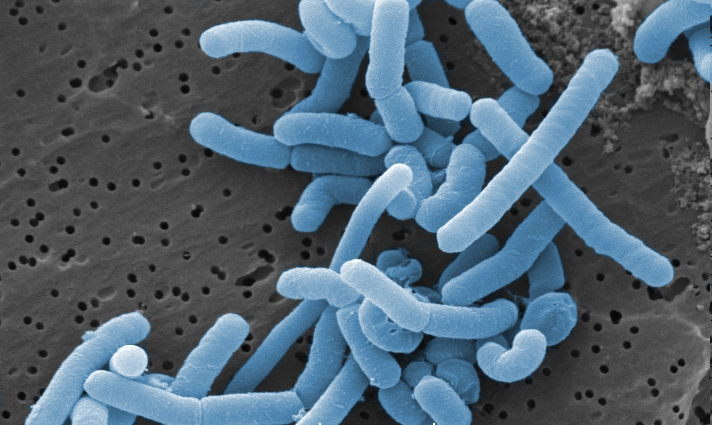
Lactobacillus paracasei vu en microscopie électronique

Pour permettre la commercialisation du saucisson, il est nécessaire de connaitre et de contrôler la composition microbienne de ce produit. Les espèces fongiques et bactériennes interviennent au moment de la maturation, du séchage et du stockage et leur température de croissance optimale est de 25°C. Il faut également surveiller l'éventuelle production de mycotoxines ou la présence de bactéries pathogènes qui pourraient engendrer des effets nocifs (intoxication) sur les consommateurs.
On distingue alors plusieurs flores dans le saucisson :
- la flore indigène de la mêlée ou interne[3] composée essentiellement de Leuconostoc, Lactobacillus, Micrococcus et de levure. Éventuellement, en cas de problème sanitaire, des Pseudomonas, Escherichia coli ou Salmonella peuvent être trouvées ;
- la flore indigène de surface, essentiellement composée de champignons comme Penicillium  ou Aspergillus ;Micrococcus luteus vu en microscopie électronique

Micrococcus luteus vu en microscopie électronique

- les levains starters, qui permettent la gestion des fermentations[4] dont le ferment lactique Lactobacillus sakei, qui est un contaminant de la fabrication du saké. On peut aussi trouver des staphylocoques coagulases négatifs non pathogènes ;
- la flore de surface rajoutée ou commerciale : Penicillium nalgiovense est fréquemment utilisé comme flore de surface pour la couverture du saucisson[5].

## La flore dans le processus technologique et son rôle
- La viande utilisée pour faire du saucisson (porc, bœuf, veau[6]...) contient naturellement une flore microbienne qu'il faut détruire pour garantir la qualité du produit. Pour cela, on peut procéder à des cycles de congélation/décongélation pour détruire certains microorganismes[7].
- De plus, des ferments et bactéries sont mélangés lors du processus de malaxage[8]. Les ferments les plus fréquemment utilisés sont Lactobacillus plantarum et Streptococcus xylosus.

- Après l'embossage (le remplissage du boyau), la flore de surface « commerciale » contenant Penicillium chrysogenum (encore appelé Penicillium notatum) est pulvérisée sur le boyau. Cette flore de surface empêche la contamination par des agents pathogènes. Elle a aussi un rôle de maintien de la forme du saucisson et participe au développement des saveurs. Le trempage est une méthode utilisée en complément, évitant que le saucisson ne se décolle du boyau et permettant de retarder le temps de séchage.

Le rôle majeur que joue la flore microbienne présente dans le saucisson s'explique par les activités métaboliques des microorganismes y étant présents. De par les différents produits issus des voies métaboliques des microorganismes, le saucisson va, au cours de son affinage, acquérir des propriétés physico-chimiques et organoleptiques qui en font un bon saucisson.

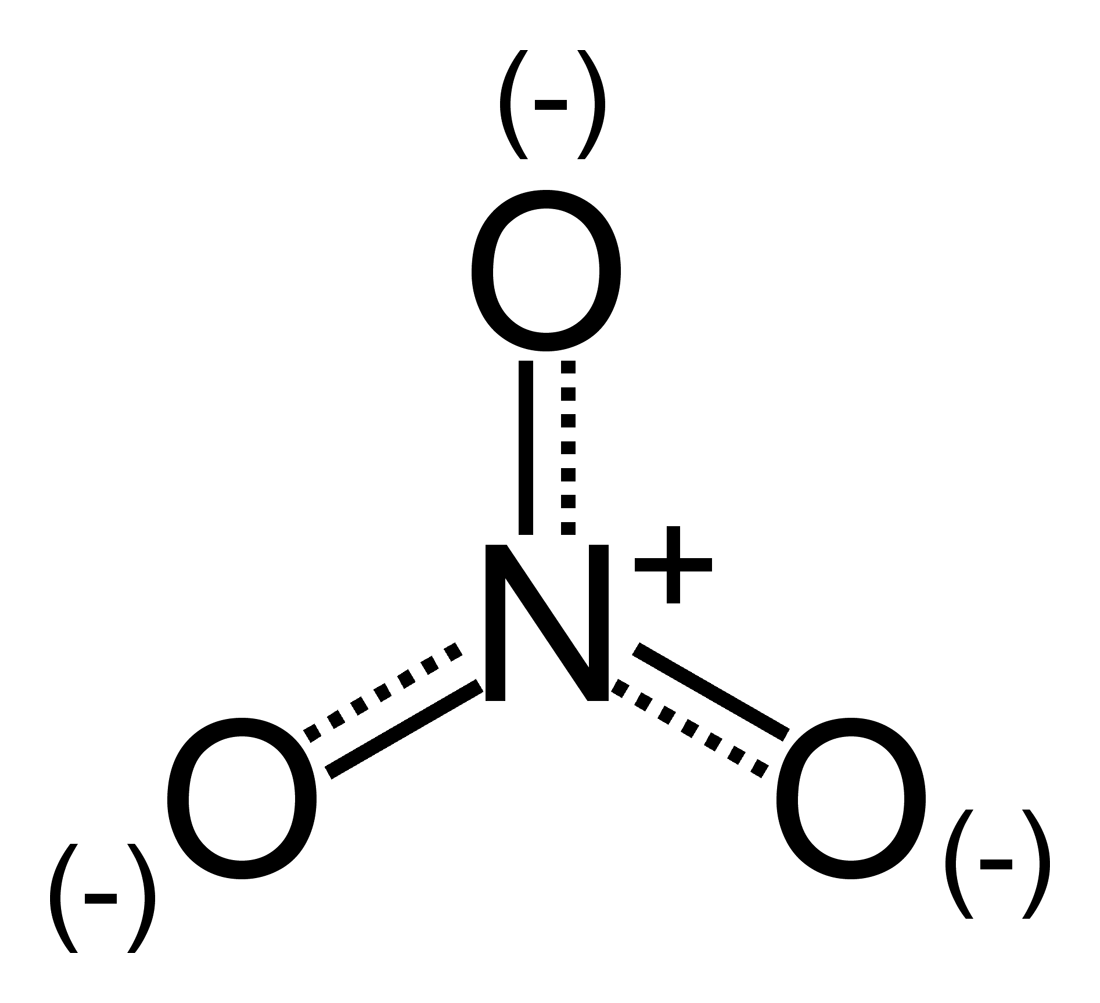
Ion nitrate composé de trois atomes d'oxygène et d'un atome d'azote

Les lactobacilles, les streptocoques et les pédiocoques permettent l'acidification du saucisson grâce à la production d'acide lactique, produit de la fermentation lactique, en consommant des glucides, des protides et des acides gras. Ces bactéries permettent par ailleurs de réduire les nitrates en nitrites, qui apportent la coloration appétissante au saucisson.

Ces nitrites sont des additifs alimentaires qui empêchent le développement de bactéries pathogènes comme les Salmonella et les Listeria. Leur utilisation est  très réglementée en Europe avec une autorisation de 150mg de nitrites par kilo de charcuterie. Cependant, l’action des nitrites semble entraîner des conséquences néfastes sur la santé. Le Dr Emmanuel Ricard, médecin délégué Prévention et Promotion des dépistages à la Ligue contre le cancer, explique que les nitrites se combinent avec le fer héminique présent dans la viande en formant un composé cancérigène. Plus de 4000 cancers par an sont ainsi liés à l’action des nitrites de la charcuterie, en particulier des cancers de l’estomac et colorectaux.

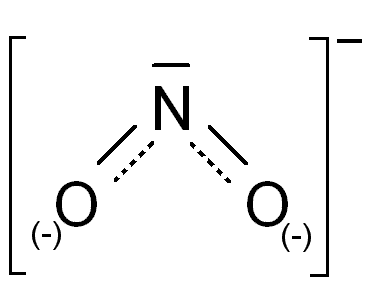
Ion nitrite composé de deux atomes d'oxygène et d'un atome d'azote

Des sels sont également ajoutés pour jouer un rôle organoleptique et inhiber la croissance de certains microorganismes.
La conservation du produit est assurée par les levures et les moisissures, qui forment la flore indigène de surface.
Enfin, les bactéries du genre Micrococcus, très utilisées dans la production de viandes fermentées, garantissent l'amélioration des couleurs du saucisson, de ses arômes, de sa saveur et de ses propriétés organoleptiques. Elles utilisent la voie de la fermentation anaérobie.

## Évolution de la flore
Durant l'étuvage du saucisson, les bactéries se développent dans un premier temps, mais la baisse de pH, provoquée notamment par le métabolisme fermentaire, entraîne un arrêt de la croissance. Les Micrococcus sont en compétition avec les Lactobacillus, mais restent dominées. Les Pseudomonas sont soumis à un stress intense dû à l'anoxie. Globalement, la baisse du pH empêche l'installation de flore d'altération.

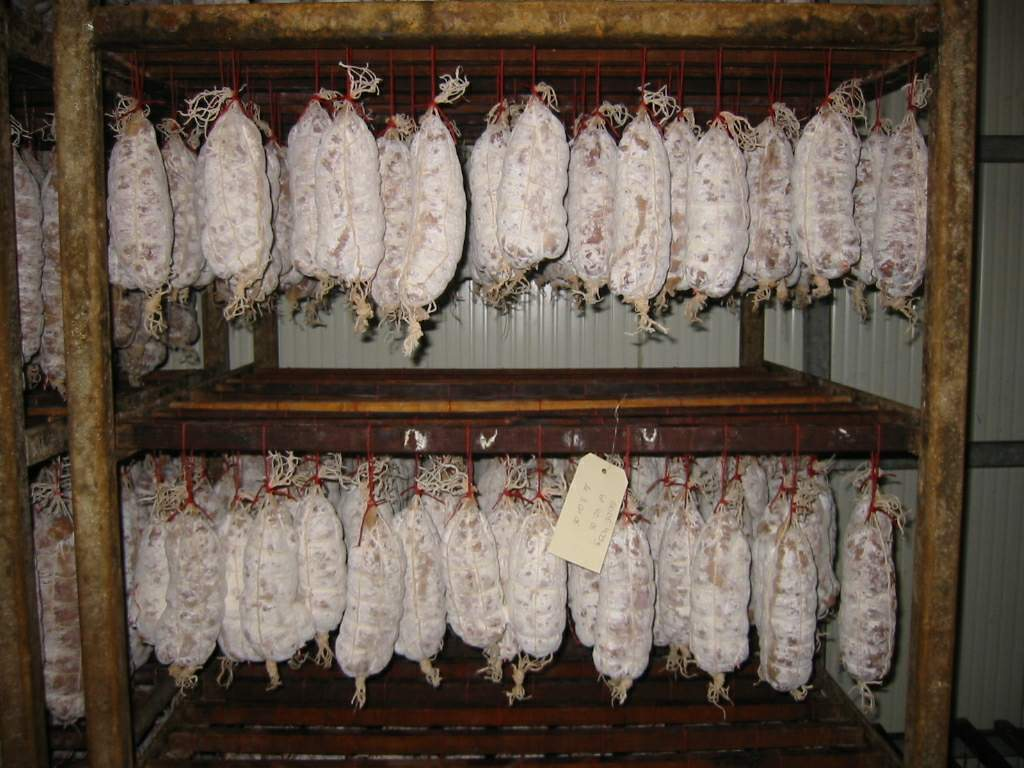
Étape de séchage des saucissons

Lors du séchage, la fermentation se poursuit quelque temps, mais à cause du catabolisme protéique par action microbienne, le pH remonte un peu. La baisse de l'activité de l'eau et l'augmentation du taux de sel provoquent une sélection des microorganismes halophiles et osmophiles. Ainsi, les staphylocoques, profitant de la baisse de l'activité de l'eau, se développent durant le séchage, mais ils ne concurrencent jamais sérieusement la flore lactique. La protéolyse comme la fermentation jouent un rôle concernant la texture de la mêlée par une augmentation de la consistance. La protéolyse joue également un rôle dans la flaveur du saucisson grâce à la libération d'acide organique, de sel ou d'autres composés aromatiques.
C’est lors de cette étape de séchage que la fleur de saucisson se développe. La fleur de saucisson est une substance blanche et duveteuse qui peut être homogène sur toute la surface du saucisson ou plus dispersée. De plus, cette couche blanchâtre peut être plus ou moins riche et épaisse. Elle dépend du lieu de séchage du saucisson, chaque séchoir a un air unique, ce qui permet de multiples fleurs de saucisson différentes. En plus d’avoir des aspects différents, le goût est également affecté par la fleur de saucisson.

## Risques biologiques
Dans la mesure où le saucisson est une viande se consommant crue, contrairement aux autres viandes où une étape de cuisson est présente, cet aliment est facilement contaminable par des agents pathogènes (notamment des bactéries) qui peuvent être à l'origine de toxi-infections alimentaires. Pour prévenir ces maladies, la production de saucisson doit donc se faire selon des normes d'hygiène et de sécurité alimentaire strictes : le but est d'éviter de potentielles contaminations croisées par des bactéries pathogènes.
De nombreuses espèces microbiennes (Penicillium, Fusarium, Aspergillus...) présentes à la surface du saucisson sont capables de produire des mycotoxines. Celles-ci sont potentiellement toxiques pour les consommateurs dans le cas d'ingestion de saucisson contaminé. Plusieurs effets délétères peuvent apparaître après exposition (neurotoxicité, hépatotoxicité, néphrotoxicité et carcinogénicité).

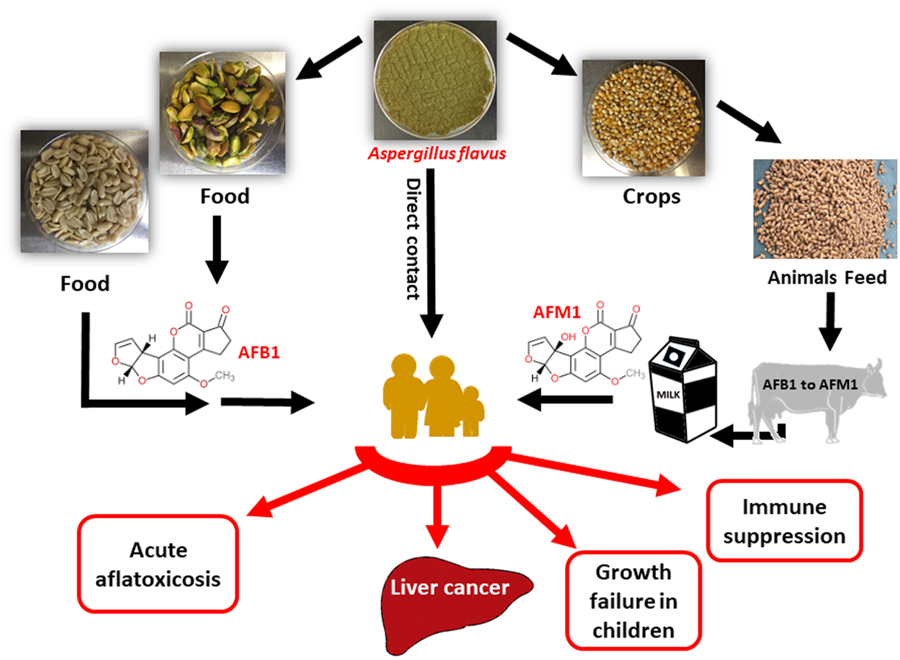
Schéma représentant les différents effets d'une contamination par des aflatoxines sur les consommateurs.

Les mycotoxines suivantes ont été retrouvées dans des viandes fermentées telles que le saucisson : 
- Patuline
- Ochratoxine A
- Citrinine
- Aflatoxines

Par ailleurs, comme indiqué précédemment, certains produits de la voie métabolique de fermentation (lactique, alcoolique) des microorganismes sont dangereux pour la santé si leur concentration est trop élevée. C'est notamment le cas des nitrates et des nitrites, qui donnent aux charcuteries leur couleur rose / rouge et qui permettent d'améliorer leurs conditions de conservation, mais qui sont également susceptibles de provoquer des cancers.

## Contrôle qualité
Les normes de contrôle qualité du saucisson varient selon les pays, mais le saucisson doit généralement respecter des critères de qualité et de sécurité alimentaire précis pour pouvoir être commercialisé.
Le contrôle qualité du saucisson comprend plusieurs étapes pour garantir la conformité aux normes et assurer la sécurité alimentaire. Voici quelques éléments qui sont généralement pris en compte :
1. Contrôle des matières premières : vérification de la qualité des viandes utilisées, en s'assurant qu'elles proviennent de sources approuvées et respectent les normes établies[17].
2. Contrôle de la composition : mesure des niveaux de matières grasses, de protéines, de sel et d'autres ingrédients pour garantir le respect des spécifications établies[17].
3. Contrôle microbiologique : analyses pour détecter la présence de bactéries pathogènes, de moisissures et de levures afin d'assurer la sécurité alimentaire[17].
4. Contrôle du processus de production : vérification des conditions d'hygiène et de sécurité tout au long du processus de fabrication, depuis la préparation jusqu'à l'emballage.
5. Contrôle sensoriel : évaluation des caractéristiques organoleptiques du saucisson telles que la texture, la couleur, l'odeur et le goût.
6. Étiquetage et emballage : vérification que l'étiquetage est conforme aux réglementations en vigueur, incluant les informations nutritionnelles, la date limite de consommation, etc.

Les normes sur les microorganismes contenus dans le saucisson varient d'un pays à l'autre et peuvent être réglementées par des organismes de santé alimentaire nationaux. En général, ces normes visent à garantir la sécurité alimentaire en limitant la présence de microorganismes pathogènes et en contrôlant les niveaux microbiologiques globaux.
Les critères microbiologiques typiques auxquels le saucisson est soumis comprennent :
1. Coliformes totaux : les coliformes sont des bactéries indicatrices qui peuvent signaler une contamination fécale. Leur présence au-delà des limites spécifiées peut indiquer un problème d'hygiène.
2. Escherichia coli : certains types d'E. coli sont pathogènes, et leur présence est souvent réglementée.
3. Salmonella : une bactérie pathogène qui peut causer des infections alimentaires. La présence de salmonelle est généralement strictement réglementée.
4. Staphylococcus aureus : une bactérie qui peut produire des toxines responsables d'intoxications alimentaires.
5. Listeria monocytogenes : une bactérie pathogène pouvant provoquer la listériose.
6. Levures et moisissures : des niveaux élevés peuvent indiquer un problème d'hygiène et affecter la qualité du produit.

Ces critères varient selon le type de produit, la méthode de fabrication et les réglementations locales. Les fabricants de saucissons doivent se conformer à ces normes microbiologiques pour garantir la sécurité et la qualité de leurs produits.
| Analyse bactériologique | Satisfaisant              | Investigatif                                                     | Insatisfaisant                                    |
| ----------------------- | ------------------------- | ---------------------------------------------------------------- | ------------------------------------------------- |
| L. monocytogenes        | Non détecté               | Sans objet (catégorie 1*) Détecté et ≤ 10^2 UFC/g (catégorie 2*) | Détecté (catégorie 1*) >10^2 UFC/g (catégorie 2*) |
| Salmonella spp.         | Non détecté               | Sans objet                                                       | Détecté                                           |
| S. aureus               | ≤ 10^2 UFC/g              | > 10^2 et ≤ 10^4 UFC/g                                           | > 10^4 UFC/g                                      |
| E. coli générique       | ≤ 10 UFC/g** ≤ 10^2 UFC/g | > 10 et ≤ 10^3 UFC/g** > 10^2 et ≤ 10^3 UFC/g                    | > 10^3 UFC/g                                      |

*Le pH et l’activité de l’eau de l’échantillon ont été utilisés pour déterminer la catégorie de produit.
**Lanières de poitrine de poulet ou de dindon PAM